# Marreca-colorada
A marreca-colorada (Spatula cyanoptera), também conhecida como marreca-carijó ou pato-canela, é uma espécie de marreca que ocorre na América do Norte e América do Sul meridional e ocidental. Tais aves chegam a medir até 40 cm de comprimento e possuem plumagem parda-avermelhada com manchas anegradas, asa com grande mancha cinza-azulada e crisso negro.

## Sub-espécies
- S. c. septentrionaium
- S. c. tropica
- S. c. borreroi
- S. c. orinomus
- S. c. cyanoptera